# Prodigy (romanzo)
Prodigy è un romanzo del 2013, il secondo della trilogia distopica per ragazzi scritta da Marie Lu, preceduto da Legend e seguito da Champion. È stato tradotto in italiano per la casa editrice Piemme nel 2014.

## Trama
Day e June sono in fuga dalla Repubblica, hanno bisogno di un rifugio e di aiuto, per curare la gamba di Day e salvare suo fratello, così si mettono in contatto con i patrioti: un'organizzazione contro la Repubblica. Ma in cambio dovranno partecipare all'attentato dell'Elector, il capo della Repubblica. A questo punto Day e June si separano: Day deve attirare l'attenzione del popolo, far capire di essere ancora vivo e quindi mettere il maggior numero di persone possibile contro la Repubblica. June invece dovrà riavvicinarsi all'elector e condurlo verso il suo attentato. Ma conoscendo Anden (l'Elector), June si rende conto che è una brava persona che con il giusto appoggio potrebbe migliorare la Repubblica, e senza rendersene conto inizia ad innamorarsene.Day dopo aver visto June e l'elector baciarsi ed è ancora più deciso a partecipare all'attentato che la sua June sta cercando di fermare, nel frattempo anche lui si rende conto di provare dei sentimenti per Tess, che considera come una sorella.
Il giorno dell'attentato June cerca di deviare il corso della jeep dell'Elector, che lo condurrà all'attentato. Day, colto alla sprovvista dal gesto di June, rinuncia all'attentato all'ultimo momento. Insieme fuggono verso le Colonie, separandosi da Tess, ma il loro percorso non è ancora finito. Kaede, una Patriota, segue i due ragazzi nelle Colonie e li convince a tornare perché si scopre che l'attentato era stato programmato dal senato della Repubblica stessa, in disaccordo con le idee rivoluzionarie dell'Elector, e che quindi bisogna fermare Razor, il senatore che prenderà il posto dell'Elector secondo i loro piani. Durante il ritorno verso la Repubblica Kaede muore, Day fa capire al popolo il suo appoggio per le idee di Anden, costringendo il senato a fermarsi.
Dopo un controllo medico Day riesce a rivedere suo fratello Eden, ma scopre anche un'agghiacciante verità, dopo gli esperimenti a cui la Repubblica lo ha sottoposto, Day sta lentamente morendo. Non volendo fare del male a June con quella notizia, interrompe la sua relazione con lei, dicendole di accettare il ruolo di princeps del senato, perché i due non si sarebbero più rivisti.

## Edizioni
- Marie Lu, Prodigy, Collana Freeway, Piemme Edizioni, 2014, pp. 300 ISBN 978-88-566-2135-8